# Інформатори
«Інформатори» (англ. The Informers) — художній фільм Грегора Джордана. Сценарій фільму написали Брет Істон Елліс і Ніколас Джареккі. Фільм знятий за мотивами однойменної збірки оповідань Елліса, що вийшов в 1994 році. Зйомки фільму проходили в Лос-Анджелесі, Уругваї і Буенос-Айресі. Це останній фільм, в якому знявся актор Бред Ренфро, померлий 15 січня 2008 року у віці 25 років.

## Зміст
Початок вісімдесятих років у Лос-Анджелесі. У фільмі розповідається історія сімох різних людей, чий спосіб життя далекий від зразка праведності і моралі. Наркотики, розпуста і саморуйнування — ось те, чим живуть мешканці величезного мегаполісу. Вони визнають тільки одномоментні задоволення, не розуміючи, що в кінці їх чекає лише темрява.

## Ролі
| Актор             | Роль                        |
| ----------------- | --------------------------- |
| Джон Фостер       | Грем / Graham               |
| Кім Бейсінгер     | Лора / Laura                |
| Біллі Боб Торнтон | Вільям / William            |
| Кемерон Гудман    | Сьюзен / Susan              |
| Вайнона Райдер    | Шеріл Лейн / Cheryl Laine   |
| Ембер Герд        | Крісті / Christie           |
| Аарон Гаймілстайн | Реймонд / Raymond           |
| Лоу Тейлор Пуччі  | Тім Прайс / Tim Price       |
| Кріс Айзек        | Ліс Прайс / Les Price       |
| Джессіка Строуп   | Рейчел / Rachel             |
| Мел Рейден        | Брайан Мітроу / Bryan Metro |
| Бред Ренфро       | Джек / Jack                 |
| Міккі Рурк        | Пітер / Peter               |
| Ріс Іванс         | Роджер / Roger              |
| Анджела Сарафян   | Мері / Mary                 |
| Самона Кесселл    | Ніна Мітроу / Nina Metro    |
| Сьюзен Форд       | мама Брюса / Bruce's Mom    |
| Кеті Міксон       | Петті / Patty               |
| Остін Ніколс      | Мартін / Martin             |
| Дієго Клаттенгофф | Дерк / Dirk                 |

## Створення фільму
Зйомки фільму розпочалися 12 жовтня 2007 року в Лос-Анджелесі, а потім перемістилися в Уругвай і Буенос-Айрес.
Актор Джон Фостер оголосив, що з екранізації були прибрані всі елементи з надприродним, які присутні в оповіданнях, включаючи вампірів і зомбі.

## Вихід фільму
Прем'єра фільму відбулася 22 січня 2009 року на кінофестивалі Sundance Film Festival.

## Знімальна група
- Режисер — Грегор Джордан
- Сценарист — Брет Істон Елліс, Ніколас Джареккі
- Продюсер — Марко Уебер
- Композитор — Крістофер Янг